# 寝そべり族
寝そべり族（ねそべりぞく）、寝そべり主義（ねそべりしゅぎ）、躺平主義（タンピンしゅぎ）とは、中華人民共和国の若者の一部に見られる、競争社会を忌避し、住宅購入などの高額消費、結婚・出産を諦めるライフスタイルである。
2021年4月にSNSで発表された「寝そべりは正義だ」という文章が転載されて呼称が広まった。具体的には、"住宅を買わない、車を買わない、恋愛しない、結婚しない、子供を作らない、消費は低水準"（不買房、不買車、不談恋愛、不結婚、不生娃、低水平消費）、「最低限の生活を維持することで、資本家の金儲けの対象となって資本家に搾取される奴隷となることを拒否する」といったポリシーである。
社会抗議運動という面も持つ。中国では厳しい受験競争を勝ち抜いても、大学・大学院卒業者が増え続けていることもあって、条件が良い若者向け求人は少ない。こうした社会的圧力による、過労を強いる長時間労働（996工作制; 朝9時から夜9時まで週6日間勤務、すなわち割に合わないラットレース）を拒否し、代わりに「寝そべって衝撃を乗り越える」、すなわち低欲望を選び、立身出世や物質主義に対して無関心の態度を取ることを選択したとされる。
日本におけるひきこもりと異なり、「寝そべり」を支持する中国の若者は社会的に孤立しておらず、単に職業や経済的な野心を低くして目標を単純化しながらも、自分にとって財政的に必要な生産を得ており、経済的物質主義よりも心の健康を優先させることを選択している。

## 起源
この運動は2021年4月17日、インターネット掲示板「百度貼吧」に、駱華忠（Luò Huázhōng, アカウント名は「好心的旅行家」、その意味は「善良な旅行家」）が、地味でミニマムな生活を送る理由について投稿したことから始まった。

私は2年以上仕事をしておらず、遊んでいます。何も悪いことはないと思います。(働くという)プレッシャーの原因は、周囲の人との比較による位置づけや、年長者の伝統的な考え方が、常に身の回りにあることにあるのだろう。...(中略)...
この土地ではディオゲネスやヘラクレイトスのような、人間の主体性を高める本当の思想は一度もないため、自分で作ればいいのである。

横たわることは私の賢明な活動です。ただ横たわることだけが、人間の全ての物事の尺度なのです。
—駱華忠 
2016年に26歳の駱は、工場の仕事が空虚に感じられたため、仕事を辞めた。その後、四川省からチベットまで2,100kmを自転車で走り、現在は故郷の浙江省東部の建徳市に戻り、哲学書を読んで過ごし、いくつかの雑用をこなし、貯金から月60米ドルを下ろして生活している。 一年に1～2か月働き、食事は1日2食のみである。毎日のように家の内や外で横たわり、怠惰な猫や犬のようになっている。「コンクリートや鉄のために一生働く」という考えを嫌う。

## 反響
駱の投稿は、すぐにソーシャルメディアで支持を集め、Weiboや豆瓣（ドウバン）で議論され、すぐに流行語になった。このアイデアは多くの人に賞賛され、数多くのミームを生み出し、一種の精神運動と評されるようになった. 。経済誌『ABC Money』は「チャイナ・ドリーム」に幻滅したサイレント・マジョリティらの高まり・共鳴であり、「寝そべったニラは刈り取りにくい」（躺平的韭菜不好割 Tǎng píng de jiǔcài bù hǎo gē ）というキャッチフレーズを生んだと報じている（ニラは何度でも収穫できるため、取るに足らない者を隠喩する）。

小説家の廖善虎は「寝そべり」を抵抗運動と表現し、『ニューヨークタイムズ』は中国のカウンターカルチャーの一部と呼んだ。また、同時期にアメリカ合衆国（および西欧世界）で始まった「大辞職」と比較されている。
中華人民共和国教育部付属の国家言語資源観測研究センターは、この言葉を中国インターネットにおける2021年の10大流行語に挙げている。中国の検索サイト捜狐も、2021年流行語リストのトップにこの単語を挙げた。
経済を含めた中国の国力増大を目指す中国共産党政権は、寝そべり族を「社会の発展を阻害する」として問題視しており、習近平総書記も「共同富裕」という政策に反すると批判している。